# Tiếng Banyum
Banyum (Banyun), Nyun, hay Bainouk, là một cụm phương ngữ Senegambia ở Sénégal và Guiné-Bissau.
Tên ngôn ngữ này còn có các biến thể là Bagnoun, Banhum, Banyung và Bainuk, Banyuk; các tên gọi khác gồm Elomay ~ Elunay; phương ngữ Gunyaamolo có tên Ñuñ hay Nyamone, còn phương ngữ Gunyuño là Guñuun hay Samik.

## Biến thể
Có 3 phương ngữ tiếng Banyum: Baïnouk-gunyaamolo, Baïnouk Samik, và Baïnouk gunyuño.
- Bainouk-Gunyaamolo được 30.000 người tính đến năm 2013. Nó có mặt ở vùng phía Bắc sông Casamance, trong vùng hình tam giác tạo bởi thị trấn Bignona, Tobor và Niamone hoặc bắc Ziguinchor. Ngôn ngữ này cũng được sử dụng ở Gambia.
- Baïnouk-Samik được 1.850 người sử dụng năm 2006. Ngôn ngữ được dùng chủ yếu ở bờ bên trái của sông Casamance, quanh Samik và các làng lân cận, cách Ziguinchor xấp xỉ 20 km.
- Baïnouk-Gunyuño được 8.860 người sử dụng năm 2006. Ngôn ngữ được tìm thấy ở vùng Cacheu và gần São Domingos.